# Бугулов, Заурбек Станиславович
Заурбек Станиславович Бугулов (13 мая 2002) — российский и узбекистанский борец вольного стиля. Призёр чемпионата Узбекистана.  

## Спортивная карьера
Является воспитанником бесланской ДЮСШ, где занимался под руководством Тотраза Арчегова, Эльбруса Дудаева и Георгия Арчегова. В конце февраля 2022 года в Назрани стал бронзовым призёром первенства СКФО среди юниоров. 25 марта 2022 года в Каспийске в финале Первенства России среди юниоров уступил Станиславу Свинобоеву из Якутии, став серебряным призёром. 19 мая 2022 года принимал участие в турнире «Иван Поддубный» в Москве. 11 сентября 2022 года в Якутске, победив в финале Ростислава Королёва из Кемеровской области, выиграл Всероссийский турнир памяти Романа Дмитриева. 29 сентября 2022 года в Ханты-Мансийске, победив в схватке за 3 место Максима Исаева из Санкт-Петербурга, завоевал бронзу на Первенстве России среди борцов до 23 лет. 27 июля 2023 года во Владикавказе принимал участие в борцовской лиге Ивана Поддубного - «Кубок Содружества». 15 сентября 2023 года в Наро-Фоминске неудачно выступил на Первенстве России до 23 лет, где в 1/16 финала проиграл Магомед-Эми Эльтемирову из Чечни. 24 мая 2024 года в Нальчике на Первенстве СКФО до 23 лет в схватке за бронзу уступил Али Махачеву из Дагестана, заняв итоговое 5 место. В начале ноября 2024 года во Владикавказе, одолев в финале Даниила Кривова из Калининградская областьКалинниградской области, выиграл Всероссийский турнир памяти Сослана Андиева. 23 ноября 2024 года, стал бронзовым призёром чемпионата Узбекистана.

## Спортивные результаты
- Первенство России среди борцов до 23 лет 2022 — ;
- Чемпионат Узбекистана по вольной борьбе 2024 — ;